# Stanwellia grisea
Stanwellia grisea är en spindelart som först beskrevs av Henry Roughton Hogg 1901.  Stanwellia grisea ingår i släktet Stanwellia och familjen Nemesiidae.
Artens utbredningsområde är Victoria, Australien. Inga underarter finns listade i Catalogue of Life.